# Dis Son Nom
Dis Son Nom est un site web québécois répertoriant, sous la forme d'une liste de dénonciation, le signalement de personnes se considérant victimes de violence à caractère sexuelles, en y incluant le nom complet, les pseudonymes, les faits et la ville de résidence de personnes qu’elles accusaient de les avoir agressées.
Le mouvement Dis Son Nom avait pour objectif de « libérer la parole des victimes et protéger la société des prédateurs allégués ». Depuis novembre 2023, la liste n'est plus en ligne et a été remplacée par une levée de fonds.

## Historique
Au début des années 2020, toujours sous l'effet du mouvement #MeToo, plusieurs dénonciations d'agressions et d’inconduites sexuelles continuent d'affluer sur les réseaux sociaux du Québec,,,. Le mouvement va plus loin que précédemment et plusieurs personnes dénoncées sont nommées publiquement.
Le mouvement Dis Son Nom apparaît d'abord sous la forme d’une page Facebook, puis d'un site WordPress, d'un Pastebin, pour enfin prendre la forme d'un site web indépendant au mois de juillet 2020.

## Contenu
Le contenu de la liste Dis Son Nom était recueilli par messagerie privée sur Facebook ou Instagram par le biais d'un protocole strict. Seule la victime directe alléguée pouvait échanger avec les personnes administrant la liste, afin d’établir un lien de confiance en vue de contribuer à la guérison. Des messages de soutien étaient aussi échangés.
Cette liste contenait différentes informations : le nom de l’agresseur présumé, sa ville de résidence, le nombre de victimes alléguées l’ayant dénoncé, la date d’ajout de l’entrée et la nature de l’inconduite sexuelle reprochée. Des détails pouvaient aussi être ajoutés au besoin, comme le suivi judiciaire, les emplois de l'agresseur présumé, les lieux qu'il fréquente ainsi qu'une source issue des médias.
Les inconduites sexuelles n'étaient pas détaillées, mais étaient classifiées en trois catégories afin d’élaborer au maximum tout en protégeant l’identité des victimes présumées :
1. Photos à caractère sexuel non sollicitées, propos sexuels déplacés;
2. Coercition sexuelle, attouchements, voyeurisme, exhibitionnisme, leurre (communication avec une personne mineure en vue de commettre une agression sexuelle), grooming (désensibilisation à la sexualité envers une personne mineure), pornodivulgation (revenge porn), sextorsion;
3. Stealthing (retrait non consensuel du condom), masturbation sans consentement, sexe oral sans consentement, pénétration digitale (doigts), vaginale ou anale sans consentement, proxénétisme.

Sur le site web, on retrouvait des ressources d'organismes pour accompagner les victimes et sensibiliser la population générale aux violences à caractère sexuel. Des liens GoFundMe et Paypal pour faire des dons étaient également accessibles. À ce jour, plus de 50 000$ ont été amassés via une campagne de financement afin d'aider Dis Son Nom à payer ses frais judiciaires. La campagne s'était déroulée jusqu'en mai 2023 au moyen de vêtements à l'effigie de l'initiative.
Par ailleurs, les pages Instagram et Facebook de Dis Son Nom servent toujours de véhicule pour partager l'actualité entourant les violences sexuelles. Il s'agit d'une plateforme pour éclairer la population sur le sujet en présentant, entre autres, des statistiques et portraits d'initiatives établies qui viennent en aide aux victimes d'agression sexuelle.

## Porte-parole
En septembre 2020, Delphine Bergeron, une ancienne illustratrice judiciaire, révèle être membre du groupe derrière Dis Son Nom. Elle sert désormais de porte-parole dans les médias lorsque l’initiative est concernée.

## Judiciarisation
Depuis sa création, Dis Son Nom est visée par des poursuites judiciaires, solidairement avec le cabinet Arsenault Dufresne Wee Avocats, spécialisé en litige civil, brutalité policière, agressions sexuelles et actions collectives.
En juillet 2020, Charles Lehouillier-Dumas mène une action collective contre Facebook pour atteinte à sa réputation après qu’un nom semblable au sien se soit retrouvé sur la liste Dis Son nom,. En août 2021, sa demande est rejetée.
En septembre 2020, le montréalais Jean-François Marquis réclame 50 000$ aux administratrices de Dis Son Nom, en plus d’exiger que leur identité soit dévoilée. En février 2021, la Cour supérieure du Québec tranche à l’effet que l’anonymat des administratrices ne peut pas être conservé, et qu’elles doivent produire en Cour le contenu de milliers de dénonciations reçues,. Dis Son Nom fait appel à la décision : en juin 2022, un banc de la Cour d'appel confirme le jugement.
En juin 2021, après que son nom eu été ajouté sur la liste, Jasmin Roy tente d’obtenir l’anonymat dans l’éventualité d’une poursuite en diffamation. La Cour supérieure, la Cour d’appel et la Cour suprême la lui refusent,. En juin 2023, un intervenant social qui affirme avoir été agressé sexuellement par Jasmin Roy poursuit celui-ci pour 500 000 $. Jasmin Roy le poursuit en retour pour diffamation, en plus de Dis Son Nom.
En août 2023, une policière et un policier de la Sûreté du Québec poursuivent Dis Son Nom pour un montant de 70 000 $. Leurs deux noms avaient été ajoutés à la liste à la suite de la publication d’un article paru dans Le Journal de Montréal en 2016. L'article indiquait que l’enquête n’avait mené à aucune accusation.

## Critiques
Le mouvement #MeToo au Québec essuie de nombreuses critiques; les plus répandues consistant à qualifier les dénonciations de « tribunal populaire »,, de « lynchage public », et de « chasse aux sorcières »,.
Plusieurs opposent la présomption d’innocence aux allégations publiées sur les réseaux sociaux,, et affirment que les fausses victimes y sont légion. Finalement, il a été soulevé dans les médias que la liste a été modifiée sans que le public en connaisse la raison.